# غلين تايلور
غلين تايلور هو سياسي كندي، ولد في 1961. حزبياً، نشط في Alberta New Democratic Party ‏.